# جان شيبرد (ممثلة)
جان شيبرد (بالإنجليزية: Jan Shepard)‏ هي ممثلة أمريكية، ولدت في 19 مارس 1928 في كويكرتاون في الولايات المتحدة.

## وصلات خارجية
- جان شيبرد على موقع IMDb (الإنجليزية)
- جان شيبرد على موقع ميوزك برينز (الإنجليزية)
- جان شيبرد على موقع أول موفي (الإنجليزية)
- جان شيبرد على موقع قاعدة بيانات الفيلم (الإنجليزية)